# Тейський міст
56°26′20″ пн. ш. 2°59′19″ зх. д. / 56.438890340511° пн. ш. 2.9885799093475° зх. д.
Те́йський міст (англ. Tay Bridge) — залізничний міст через Ферт-оф-Тей в Шотландії, що сполучає місто Данді з областю Файф. Після завершення будівництва наприкінці XIX століття замінив залізничний пором. Поруч через естуарій перекинутий сучасний автомобільний міст довжиною 2,25 км.

## Перший міст

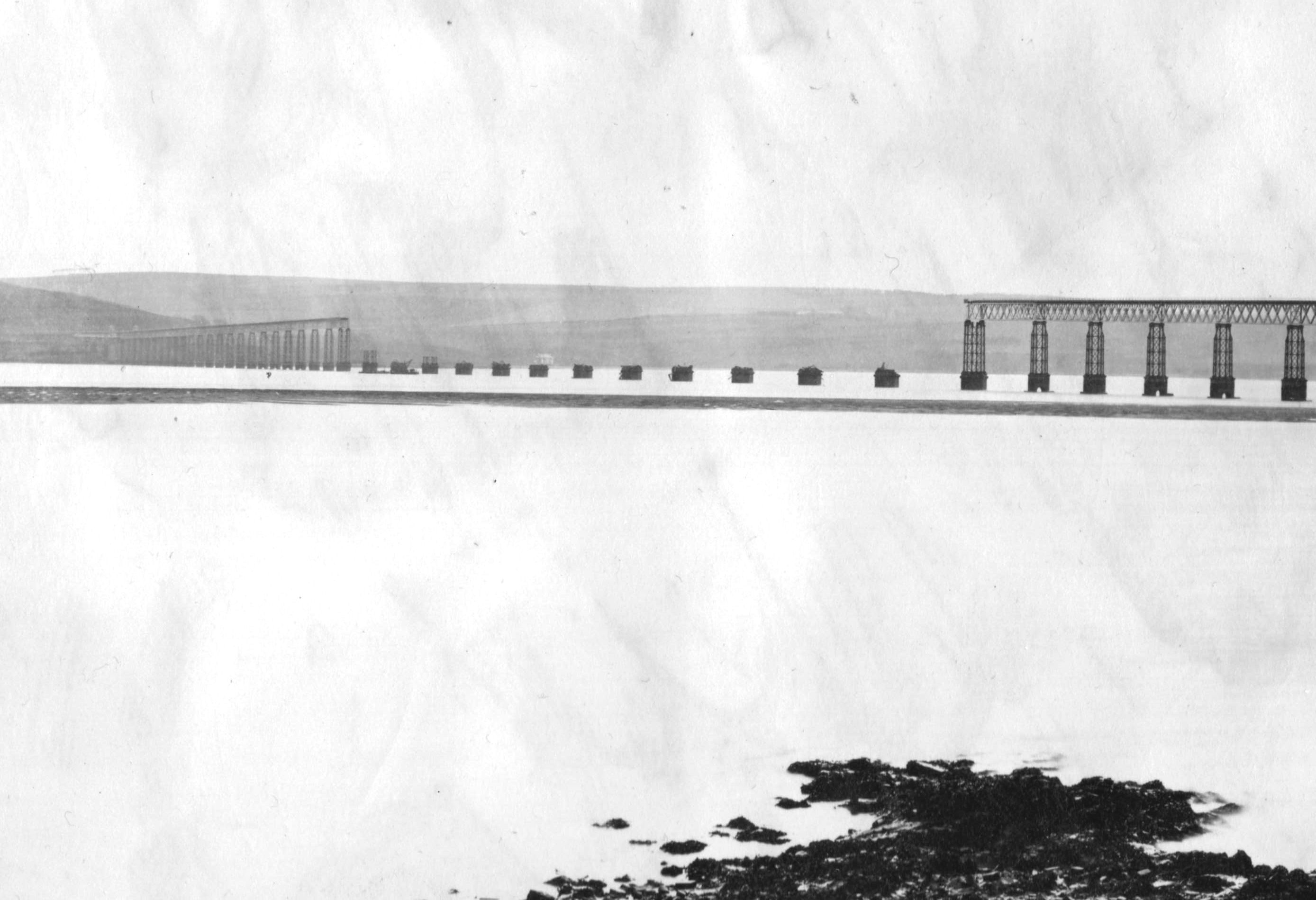
Міст після катастрофи

Перший міст через Ферт-оф-Тей був спроєктований відомими інженером Томасом Бучем, який за це був посвячений у лицарі. Міст мав ґратчасту структуру і був зроблений зі звичайного і ковкого чавуну. Втілити початковий проєкт моста не вдалося через недостатнє обстеження дна естуарію, тому Бучу вже після початку будівництва довелося змінювати план, зменшивши кількість опор і зробивши кожен проліт довше. Перший локомотив пройшов мостом 22 вересня 1877 року, після завершення будівництва на початку 1878 року Тейський міст став найдовшим в світі. Для регулярного руху міст був відкритий 1 червня 1878 року.
Увечері 28 грудня 1879 року о 19:15 через штормові вітри сталося обвалення центральних прольотів моста. Проходив по ньому в той момент поїзд, на якому їхали 75 осіб, опинився у крижаній воді річки Тей. Всі пасажири загинули, включаючи зятя самого Томаса Буча. Катастрофа викликала широкий резонанс у всій країні і в співтоваристві інженерів Вікторіанської епохи. Подальший розгляд виявив, що конструкція моста не могла витримати сильних вітрів, а якість будівельних матеріалів була дуже низькою. Міст не витримав подвійного навантаження: ураганного вітру і ваги поїзда, відбулося втомне руйнування.

## Новий міст
Новий двоколійний міст був побудований зі сталі у 1882—1887 роках Вільямом Генрі Барлоу на 18 метрів вище за течією паралельно старому мосту. Перший камінь був закладений 6 липня 1883 року. Будівництво вимагало 25 тис. тонн заліза і сталі, 70 тис. тонн бетону, 10 млн цегли вагою 37,5 тис. тонн і 3 млн заклепок. В процесі будівництва загинуло 14 осіб, переважно через утоплення. Міст був відкритий 13 липня 1887 року. У 2003 році була проведена реставрація моста вартістю £ 20,85 млн.

## Тейський міст у мистецтві
- Обвалення першого моста присвячений епізод роману Арчибальда Кроніна «Замок Броуді». Серед загиблих пасажирів був і Деніс Фойль — один з головних персонажів твору.
- Катастрофі 1879 року присвячено саме знаменитий вірш «гіршого поета світу» Вільяма Макгонагалла.